# Natural Avenue
Natural Avenue is het solodebuutalbum van The Moody Blues-zanger/gitarist John Lodge. Weliswaar speelde hij ook mee op Blue Jays (1975), maar dat was een project samen met Justin Hayward - eveneens van The Moody Blues. Na hun succesvolle tournee door Europa gingen beide heren apart de studio in voor hun respectievelijke soloplaat.

## Opnames en productie
De plaat werd niet uitgebracht op het label Treshold zelf, maar op Decca; het leek erop dat de Moody Blues definitief uit elkaar lagen. Het gerucht dat Lodge zich zou aansluiten bij 10cc versterkte dat alleen maar. De opnames vonden wel plaats in de Threshold Studios. Het album was destijds moeilijk verkrijgbaar. De cd kwam uit in 1987, maar werd later een aantal keer heruitgegeven. Esoteric bracht in 2014 een remaster uit. De hoes van het album is niet van Phil Travers, de vaste leverancier van hoezen van de Moodies en de soloplaten, maar van Roger Dean.

## Nummers
| Nr. | Titel                            | Duur |
| --- | -------------------------------- | ---- |
| 1.  | Intro to Children of Rock'n'Roll | 1:04 |
| 2.  | Natural Avenue                   | 3:56 |
| 3.  | Summer Breeze                    | 5:22 |
| 4.  | Carry Me                         | 5:42 |
| 5.  | Who Could Change                 | 6:04 |
| 6.  | Brokens Dreams, Hard Road        | 4:33 |
| 7.  | Piece of My Heart                | 3:56 |
| 8.  | Rainbow                          | 3:53 |
| 9.  | Say You Love Me                  | 6:25 |
| 10. | Children of Rock 'n Roll         | 4:31 |

| Nr. | Titel       | Duur |
| --- | ----------- | ---- |
| 11. | Street Cafe | 4:02 |

| Nr. | Titel             | Duur |
| --- | ----------------- | ---- |
| 11. | Street Cafe       | 4:02 |
| 12. | Threw It All Away | 4:17 |

## Personeel
- John Lodge - gitaar, basgitaar, zang;
- Chris Spedding - gitaar; (Procol Harum);
- Steve Simpson - gitaar (uit de band Heads, Hands and Feet);
- Mick Weaver - toetsen; (uit de band van Joe Cocker);
- Kenney Jones - drums; (later in The Who);
- Mel Collins - saxofoon; (King Crimson, Camel)
- Martin Dobson - saxofoon;
- Jimmy Jewell - saxofoon (Caravan);
- Brian Rogers, Pip Williams - orkestraties

- MusicBrainz release group: 520f66ab-c3ae-394e-b845-5265706b4869